# Woodhouselee Hill
Woodhouselee Hill är en kulle i Storbritannien.   Den ligger i kommunen Midlothian och riksdelen Skottland, i den centrala delen av landet, 500 km norr om huvudstaden London. Toppen på Woodhouselee Hill är 381 meter över havet.
Terrängen runt Woodhouselee Hill är platt österut, men västerut är den kuperad.Runt Woodhouselee Hill är det tätbefolkat, med 297 invånare per kvadratkilometer. Närmaste större samhälle är Edinburgh, 9,0 km norr om Woodhouselee Hill. Trakten runt Woodhouselee Hill består i huvudsak av gräsmarker.